# Techno dance party II
Techno dance party vol. II Reprezintă cea de-a doua compilație de tehno-dance din România, scoasă în urma succesului primului volum. A fost produsă de „K1-United Media Artists” și lansată în octombrie 1996.

## Piese (selecție)
- Double D - Aș vrea să știi
- Proiect K1 - Destin
- t-Short - Visez